# Lei dos rendimentos decrescentes
A Lei dos Rendimentos Decrescentes é uma teoria que expressa a relação econômica da utilização de unidades adicionais de trabalho. Também conhecida por lei das proporções variáveis ou lei da produtividade marginal decrescente, esta lei afirma que, em todos os processos produtivos, se a quantidade de um bem for aumentada e a quantidade dos outros bens permanecer constante, a produção total por bem irá cair. Isso não quer dizer porém, que a produção total vai cair. A expressão é uma das mais antigas da teoria econômica básica e seu primeiro enunciado é atribuído ao financista da corte de Luís XIV, Robert Jacques Turgot.

## Produção sob a lei de rendimentos decrescentes de escala
Segundo a lei de rendimentos decrescentes, Ceteris paribus, o produto marginal de um fator de produção reduzir-se-á conforme o aumento da quantidade utilizada desse fator. Isso equivale a dizer que quando se utilizam unidades adicionais de trabalho a produção total aumenta, mas a partir de um certo ponto a produção marginal tende a decrescer devido a utilização de factores menos produtivos (eficientes) para atender uma procura crescente. Pelo conceito de fertilidade marginal da terra (grau de produtividade da terra utilizada na produção), Ricardo tentou explicar a origem e a taxa da renda dos proprietários da terra.
Dito de outra forma, a lei afirma que o produto marginal de um bem de produção diminui à medida que a utilização do bem aumenta, quando a quantidade de todos os demais fatores de produção (insumos) se mantêm constantes.

## História
A Lei dos Rendimentos Decrescentes foi proposta pelo economista britânico de ascendência portuguesa, David Ricardo. A teoria recebeu contribuições de Johann Heinrich von Thünen, Anne Robert Jacques Turgot e principalmente Thomas Malthus. Essa lei tornou-se central na teoria da produção, umas das principais divisões da teoria microeconômica neoclássica.

## Outras leis econômicas
- Lei da Oferta e da Procura
- Lei do Interesse Pessoal (Princípio hedonístico)
- Lei da Livre Concorrência (Liberalismo econômico)
- Lei das Substituições
- Lei de Say
- Lei de Engel - o aumento da renda diminui a proporção da mesma a ser gasta com produtos primários[2].